# Cor Bruijn
Cornelis Pieter (Cor) Bruijn (født 17. maj 1883 i Wormerveer, død 16. november 1978 i Hilversum) var en nederlandsk forfatter, for det meste romaner og børnebøger.
Hans mest kendte bog er Sil de Strandjutter, som udkom i 1940. Bogen blev af Willy van Hemert redigeret til en tv-serie, som i 1976 blev send af det nederlandske NCRV.

## Udvalgt bibliografi
- Langs opwaartsche wegen: de geschiedenis van het Nederlandsche volk, forlag: Wolters, Groningen, 1925/1926 (fire dele)
- Sil de strandjutter, forlag: Callenbach, Nijkerk, 1940
- Arjen, forlag: Callenbach, Nijkerk, 1943
- Kinderen van het eiland, forlag: Ploegsma, Amsterdam, 1943
- Wendelmoet, forlag: Callenbach, Nijkerk, 1946
- Simon en Johannes, forlag: Callenbach, Nijkerk, 1952
- Vlucht naar het eiland, forlag: Callenbach, Nijkerk, 1954
- Ons Hilversum: hoe het ontstond, hoe het groeide, forlag: Ploegsma, Amsterdam, 1957 (tweede, herziene druk 1963)
- Wijd was mijn land: mijn jeugd aan de Zaan, forlag: Callenbach, Nijkerk, 1961 (blev tidligere trykt i De Zaanlander i årene 1952-1954)

## Biografi
- Margreet Bruijn, De man achter Sil. Om Cor Bruijn, som en idealist, undervisningspioner og forfatter, 1883-1978. 's-Gravenhage / Wormerveer: Leopold / forlag: Noord-Holland, 1984.